# 정철
정철(鄭澈, 1536년 12월 18일(음력 12월 6일)~1594년 2월 7일(1593년 음력 12월 18일))은 조선의 시인이자 문신, 학자, 작가이다. 본관은 연일(延日, 또는 迎日), 자는 계함(季涵)이고, 호는 송강(松江) ·  칩암거사(蟄菴居士)이며 시호는 문청(文淸)이다. 총마어사(驄馬御史), 동인백정 이라는 별명을 가지고 있다. 돈령부 판관(敦寧府 判官)을 지낸 정유침(鄭惟沉)의 아들이며, 인종의 후궁인 귀인 정씨의 남동생이다. 1562년 문과에 급제하여 관직은 의정부좌의정에 이르렀으며, 인성부원군에 봉군되었다.
정여립의 난과 기축옥사 당시 국문을 주관하던 형관으로 사건 추국을 담당하였으며, 기축옥사 수사 지휘의 공로로 추충분의협책평난공신(推忠奮義恊策平難功臣) 2등관에 책록되었다. 훗날 심문 과정에서 동인에 대한 그의 처결이 지나치게 가혹하여 '동인백정'이라는 별명을 얻었으며, 동인들로부터 원한을 많이 샀다. 또한 서인의 정권 재장악을 위해 '정여립의 모반사건'을 조작했다는 의혹을 받고 있다.
세자 건저문제(1591)를 계기로 귀양에 위리안치되었고, 임진왜란 직후 복귀하였다. 전란 초기에 양호체찰사 직을 수행하였으나, 알콜중독으로 업무를 소홀히 하다가, 명나라에 사은사로 가서는 일본군이 철수했다는 가짜 정보를 올린 일로 사직하였다. 이후 강화도에 우거하던 중 사망하였다.
당색으로는 서인의 지도자였고, 이이, 성혼 등과 교유하였다. 학문적으로는 송순 ·  김인후 ·  기대승(奇大升) ·  임억령 ·  양응정(梁應鼎)의 문인이다. 《관동별곡》(關東別曲) 등 가사와 한시를 지었으며, 당대 시조문학 가사문학의 대가로서 시조의 윤선도와 함께 한국 시가사상 쌍벽으로 일컬어진다.

## 어린 시절

### 출생과 가계
송강 정철은 1536년(중종 31년) 음력 12월 6일 한성부 종로방 장의동(藏義洞, 現 서울특별시 종로구 청운동)에서 돈녕부판관을 지낸 정유침과 죽산 안씨의 아들로 출생하였다.
그의 고조부는 병조판서, 증조부는 김제 군수를 역임했으나, 할아버지 대에는 관직에 나가지 못하였다. 아버지 정유침은 딸들이 왕의 후궁이고 왕족의 부인이 된 관계로 관직에 나가 돈령부판관을 역임하게 됐다. 어머니는 죽산 안씨는 사간원대사간을 지낸 안팽수의 딸이었다.
그는 7남매 중 막내 아들로 그가 태어날 때 위로 형 세 명이 있었고, 누나 세 명이 있었다. 그의 맏누이가 인종의 후궁인 귀인(貴人)이었고, 둘째 누이가 왕족 계림군(桂林君) 이유(李瑠)의 부인이 되었기에 어려서부터 궁중에 출입하였고, 어린 경원대군(慶原大君 : 후일 명종)과 친숙해졌다. 어느 정도 장성한 뒤에도 누이를 보러 동궁(東宮)에 자주 출입하면서 경원대군을 자주 만났고 명종이 즉위하자 그의 총애를 받기도 했다.

### 을사사화
인종이 죽고 1545년(명종 즉위년) 을사사화가 발생하여 매형인 계림군(桂林君) 이유(李瑠)가 윤임에 의해 추대받았다는 이유로 역모에 연루되어 처형 당했다. 정철의 맏형도 곤장을 맞고 전라남도 광양군으로 유배되었으며, 아버지 정유침은 함경북도 정평으로 유배되었다. 정철은 계림군의 처가 일족(一族)으로서 어린 나이에 아버지가 유배될 때 정평으로 따라간 이후, 아버지의 배소를 따라다녔다. 그러나 곧 아버지 정유침은 유배가 풀려서 되돌아왔다.
그러나 1547년(명종 2년) 경기도 과천의 '양재역 벽서 사건'이 터지면서, 관련자로 지목되어 아버지 정유침은 경상북도 영일로 유배되었으며, 맏형은 다시 붙잡혀와 형문을 당하던 중 곤장을 맞고 함경북도 경원으로 귀양가는 길에 형독으로 32살의 나이에 죽고말았다. 이후 그의 둘째 형 정소는 과거를 준비하다가 벼슬길에 환멸을 느껴 처가가 있는 전라남도 순천으로 은거하였다. 정철은 다시 아버지를 따라 유배지를 전전하게 되었다.

### 수학과 청년기
1551년(명종 6년)에 원자(元子) 탄생 기념으로 아버지가 특별히 사면되자 온 가족이 할아버지 산소가 있는 전라도 담양군 창평으로 이주, 당지산(唐旨山) 아래로 이주하였다. 여기서 그는 사촌(沙村) 김윤제(金允悌)의 문하생이 되었다. 용소에서 목욕하던 정철은 김윤제를 만났다. 그가 영특하고 총명한 인물임을 알아본 김윤제는 그를 자신의 문하에 받아들인다. 이후 지곡(芝谷) 성산(星山) 기슭의 송강(松江) 가에서 10년 동안 수학하면서 김윤제 외에도 석천(石川) 임억령(林億齡)의 문하에서도 시와 학문을 배웠으며, 송순, 김인후, 기대승 등 당대의 석학들에게 사사(師事)를 받았으며, 김윤제의 조카인 서하당(棲霞堂) 김성원(金成遠), 임진왜란 때의 의병장인 고경명 등과 동문수학(同門修學)하였다. 이때 이이·성혼·송익필(宋翼弼) 등과도 교우했다. 그가 거주하던 곳의 지명을 따서 스스로 아호를 송강(松江)이라 하였다.
그는 한성부에서 태어났지만, 이후 그의 집과 그의 가족들이 거주한 곳은 전라남도 담양군 창평이었으므로 일각에서는 창평을 그의 고향으로 간주하기도 한다. 그 뒤 스승인 김윤제의 사위인 류강항(柳強項)의 딸과 혼인하여 김윤제의 외손녀 사위가 되었다. 을사사화 이후 가문이 연루되어 몰락하였으므로 경제적으로는 곤궁하였으나, 처외조부이자 스승인 김윤제와 처외숙부이자 동문인 김성원으로부터 경제적으로 도움을 받아 근근히 연명하기도 했다.

## 관료 생활

### 관료생활 초반

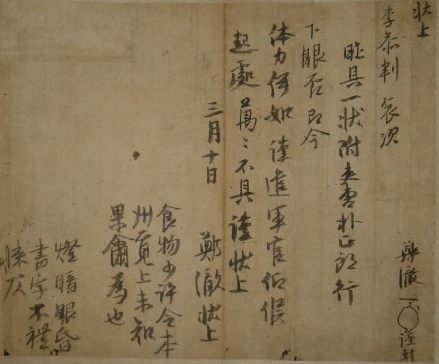
정철의 편지 서신, 연대미상 3월 10일자

1561년(조선 명종 16년) 진사시에 1등 5위로 급제하였고, 이듬해 27세로 별시문과에 장원으로 급제하였다. 이때 임금인 명종이 과거 합격자 명단을 보고 어린 시절의 우정을 생각하여 기뻐하면서 따로 주찬(酒饌)을 내리어 축하연을 베풀어주었다.
이후 사헌부지평(持平)을 거쳐 성균관 전적(典籍) 등을 역임하였다. 성균관전적 겸 지제교를 거쳐 사헌부지평에 임명됐다. 이어 좌랑·현감·도사를 지내다가 1566년(명종 21) 31세에 정랑·직강·헌납을 거쳐 지평이 됐다. 그 뒤 함경도 암행어사로 나갔다가 32세 때인 1567년(명종 32년) 이이와 함께 호당(湖堂)에 선발되어 사가독서(賜暇讀書)를 하였다. 이때 이이와 사물에 대한 담론을 한 뒤 그의 박식함에 감탄하여 그와 깊이 교류하며 본격적으로 친밀하게 지내게 된다. 일찍부터 청백하고 곧은 성품으로 유명하였으며, 왕의 각별한 지우로 총마어사(馬御史, 한나라 때 어사 환전이 매우 엄정하였고 항상 총마를 타고 다니므로 사람들이 총마어사라 불렀다)〉라는 별명을 얻어 회자화되었다.

### 경양군 처결
이후 어릴 적 친구였던 명종의 총애를 받았다. 선조 수정실록에 사헌부 지평(司憲府持平)에 올랐을 때, 명종의 사촌형인 경양군(景陽君)이 자신의 처가의 재산을 약탈하고자 그의 처조카를 죽인 죄로 수감되었다. 이에 명종은 송강에게 관대하게 처리할 것을 부탁하였으나 성격이 결백하고 강직한 정철은 왕족이라도 예외가 되어서는 안 된다며 경양군 부자를 계속 규탄, 탄핵하여 경양군 부자를 사형시켰다. 화가 난 명종은 이후 그를 피하였다고 선조수정실록에는 기록되어 있다.
그러나 본래 기록인 명종실록에 따르면 해당 사형을 주장한 것은 우부승지 윤두수였고, 정작 정철에 대한 기록은 전혀 없다. 그외에도 선조수정실록에는 이 일로 파면되었다고 쓰고 있지만 명종실록에 따르면 정철은 그뒤로도 빠르게 승진해 병조참의까지 맡고 명종이 죽을 때 즘에는 홍문관 부교리까지 승진해 명종실록의 편수관으로 참여한다. 따라서 수정실록의 경양군 이야기는 크게 신빙성이 부족한 기록이다. 그 뒤 형조, 예조, 공조, 병조의 좌랑을 거쳐 공조, 예조의 정랑을 두루 지내고 1565년 경기도도사(京畿道都事)로 나갔다.
이후 홍문관수찬·좌랑·종사관·홍문관교리·전라도암행어사를 지내다가 1566년초 형조정랑이 되었다. 그해 1월에 형조정랑으로 재직 중 을사사화 관련자들의 석방과 사면을 건의하였으며, 그해 3월에 인종의 귀인이었던 맏누이의 상을 당해 곡을 하였다. 이후 성균관 직강, 사간원 헌납, 사헌부 지평 등을 역임하고 동년 9월에 북관어사로 나아가 함경도를 순시하였다. 북관어사로 순행하는 도중에 우연히 시조 한 수를 짓게 되는데, 그 내용이 명종의 죽음을 예언하고 있다 하여 오래도록 화제가 되었다. 10월에 홍문관 부수찬에 제수되었다.

### 당쟁과 파란
1567년(선조 즉위년) 정랑(正郞), 성균관직강(直講) 등을 역임했다. 1568년(선조 1년) 3월 이조좌랑이 되었다가 6월에 원접사 박순의 종사관이 되었다. 그해 홍문관수찬(修撰)·교리(校理)를 거쳐 다시 사헌부지평이 되었고 1569년 5월에 홍문관 수찬, 교리, 지평 등을 지냈다. 이때 조정의 대신들이 언관 17인을 논죄하고 조정에서 내쫓으려 하자, 선조 앞에 나아가 그들을 통렬히 논박하기도 했다. 1570년(선조 3년) 4월 35세 때 부친상을 당하여 사직하고 3년상을 마쳤다. 모든 의례와 절차를 스승과 벗들에게 물어 예에 조금도 어긋남이 없게 함으로써, 주위의 큰 칭송을 받기도 했다.
1572년 7월 부친의 3년상을 마치고 복직하여 성균관직강, 이조정랑, 의정부 검상 및 사인, 사간원 사간 등을 역임했으나 1573년(선조 6년) 홍문관 전한, 사헌부 집의, 군기시정 등을 역임했다. 그러나 1573년 4월 38세 때 다시 모친상을 당하여 경기도 고양군 신원(新院)으로 낙향하여 다시 3년상을 치렀다.
1575년(선조 8년) 5월 시묘살이를 끝내고 복직하여, 직제학, 성균관사성, 사간원사간 등을 역임했다. 그러나 그 해 심의겸과 김효원 사이에 벌어진 갈등이 비화되자, 동인과 서인의 분쟁에서 서인의 편을 들었다. 그러나 분쟁에 휘말려 벼슬을 버리고 창평으로 낙향했다. 창평에 있을 때에 선조로부터 몇 차례 벼슬을 받았으나, 사양하고 나아가지 않았다.

### 동인과의 갈등
1575년, 동서분당을 막고자 이율곡이 노력했으나 을해당론으로 사림파가 동서로 분당되자 정철은 서인에 가담하였다. 1577년 11월에 계림군에게 출가했던 막내 누이가 죽자 경기도 고양군 신원에 와서 일시적으로 지내기도 했다. 같은 달에 인종의 정비였던 인성왕후 박씨가 세상을 뜨자, 대궐에 들어가 상에 임하였다. 이어 송익필을 만나 거취를 상의하기도 하였다.
1578년(선조 11년) 장악원정(掌樂院正)으로 기용되고, 사간·직제학 등을 거쳐 통정대부로 승진, 승정원 승지에 올랐다. 그해 5월 승정원 동부승지 겸 경연참찬관 춘추관수찬관으로 승진했으며, 그 해 11월 사간원대사간에 제수되었으나 윤두수 등의 진도 군수(珍島郡守) 이수(李銖)의 뇌물수수 사건 처리 문제로 동인계 언관들의 공격을 받아 사직하고, 다시 고향으로 돌아갔다. 이 때 <성산별곡>을 지었다.
12월에 성균관 대사성, 병조참지에 제수되었지만 모두 사양하였다. '이수의 옥사 사건' 이후 한동안 그는 조정에 나아가지 않았다. 1579년(선조 12년) 5월 형조참의, 6월 승정원 우부승지를 거쳐 8월에 다시 동부승지에 제수되지만 역시 나가지 않았다. 당쟁의 소용돌이가 빚어낸 일련의 사건을 지켜보다가 정치 현실에 깊은 환멸을 느끼고, 그 동안 머물러 있던 서울 및 고양군 음죽을 떠나 다시 창평으로 낙향하였다.
그는 직설적인 성격으로 거침없는 비판을 가하였으며, 타인의 뒷담을 즐기는 것을 불쾌히 여겼다. 그러나 그의 직설적인 성격과 화법은 원수를 많이 만들었다. 특히 그는 동인이 가장 기피하고 싫어하는 인물이었다. 절친한 친구였던 율곡 이이는 그에게 '제발 술을 끊도록 하고 말을 함부로 하는 버릇을 없애라'고 충고하기도 했다.

### 강원도 관찰사 재직
1580년(선조 13년) 1월에 강원도 관찰사로 등용되었다. 이 무렵 〈관동별곡〉, <훈민가〉등을 저술하고 관찰사 임무를 수행하면서 도내 여러 폐단들을 시정, 개혁하고, 영월 땅에 표석도 없이 버려진 단종의 묘를 수축하여 제사를 드린다.
강원도 관찰사 시절을 두고 일설에는 지방관들을 독려하기 위해 〈고을의 관리들을 깨우쳐 인도하는 글〉을 짓기도 하는 등 선정을 베풀어 강원도 내 민풍을 크게 진작시켰다고 하는데 정작 본인이 쓴 관동별곡에는 몇 개월간 유랑하면서 심각한 직무유기를 보여주고 있으며 설악산 설화 등 강원도에서는 정철을 부정적으로 보는 설화들이 전해저 정말 관찰사 업무를 잘 수행했는지 신빙성은 거의 없다. 오히려 정철이 부임중이던 선조 13년의 강원도는 심각한 냉해에 수혜, 쓰나미까지 겹치는 등 상당한 자연재해를 입었고 그결과 이천 춘천은 정부에서 공물을 면재하는등 심각한 피해를 입고 있었다. 그리고 이런 상황속에서 자기가 쓴 관동별곡의 내용이 맞다면 냉해가 한창일 3월에 금강산 유람이나 다니고 그리고 냉해 피해의 심각함을 알고 중앙에 보고까지 했는데 보고서를 올린지 겨우 몇주만에 이번에는 동해로 유랑을 하였다고 한다.
이후 다시 내직으로 돌아가 1581년 2월 병조참지를 거쳐 4월 성균관대사성에 임명되었다. 그러나 그해 6월에 임금의 명을 받들어 사퇴를 청한 정승 노수신의 사직을 윤허하지 않는다는 내용의 비답(신하의 상소에 임금이 내리는 답)을 그에게 짓게 했는데, 이때 그가 노수신에게 준 비답(批答)이 논핵(論劾)에 가깝다는 이유로 동인들이 문제삼게 되자 다시 관직에서 물러나 창평으로 돌아갔으나, 다시 조정에 나오라는 선조의 거듭된 청으로 다시 복직하였다. 그 후 1년 동안 강원도·전라도·함경도의 관찰사를 지내면서 지방 장관으로서보다는 한 사람의 시인으로서 그의 천재적 재질을 나타낸 작품을 썼다. 가사로 지어진 〈관동별곡〉은 금강산을 비롯한 관동팔경을 두루 유람하면서 산수(山水)를 노래하는 내용에 고사(故事)·풍속까지 삽입한 것이며, 〈훈민가(訓民歌)〉 16수를 지어 널리 낭송하게 함으로써 백성들의 교화에 힘쓰기도 하였다. 〈훈민가〉 16수는 본래 그가 백성을 교화(敎化)할 때 포고문이나 유시문을 대신하여 시조의 형식을 빌려 지은 것이다.
그는 1581년 12월에 특명으로 전라도관찰사로 부임하여 전라도 내 세액과 부역의 실상을 조사, 개혁하여 백성들에게 크게 칭송 받았다. 그 무렵 전라도사로 있던 조헌과 처음 만나 우여곡절 끝에 돈독한 교분을 쌓게 되었다.
1582년 9월 특명으로 가선대부로 승진, 행 승정원 도승지 겸 경연참찬관 춘추관 수찬관이 되었으며, 이어 상서원정과 예문관 직제학을 겸임하였다. 그해 12월에 예조참판 겸 동지경연에 이어 함경도 관찰사에 임명되었다.

### 정치 활동
이후 승정원도승지를 거쳐 1583년(선조 16년) 2월에 예조 참판이 되고, 함경도관찰사로 나갔다가 그곳의 시폐(時幣)를 상소로 올렸다. 그해 3월에 다시 내직으로 돌아와 특명으로 자헌대부 예조판서에 특진되었다. 4월에 평소 술을 즐겨 위신을 잃는 일이 많고 승진이 너무 빠르다는 사헌부의 탄핵을 입으나, 임금이 그를 두둔했다. '기주실의'(嗜酒失儀)하고 '강편기극지인'(剛偏忌克之人)이라는 사헌부와 사간원의 거듭된 비판이 있었으나 임금의 총애로 무마되었다. 1583년 4월에 지돈령부사, 6월 동지성균관사에 이어 형조판서가 되었으며, 8월에 임금과 대면하여 동인이 교만하다며 동인계 인물들을 죄로 다스릴 것을 청하여 결국 뜻을 이루었으며, 다시 예조판서를 역임하였다. 그러나 그해 8월에 동인당을 죄로써 다스려야 된다는 견해를 밝힌 일로, 9월 동인계 사간원 언관들의 집중공격을 받았지만, 임금의 적극적인 비호를 받았다.
1584년(선조 17년) 당시 이산해가 이조판서가 되었다. 이에 서인 정철의 파인 김응생(金應生) 등이 한 사람에게 오랫동안 인사권을 주면 권한이 비대해질 우려가 있다고 공격했다. 동서 분당의 시대였던 당시는 동인이 우세한 시기였다. 선조는 왕년에 경안군이 유성룡을 참소하더니, 금년에는 김응생이 이산해를 참고한다고 역정을 냈다. 이 두 사람은 국가의 주석(柱石)인데 소인배들이 헐뜯고 있다는 것이었다. 이산해는 이를 정철의 사주로 해석했다.
1584년 1월에 절친한 친구인 이이가 세상을 떠나자, 곡하며 애도의 시를 지었다. 2월에 사헌부대사헌 겸 예문제학에 제수되었다가, 바로 찬집청당상이 되었다. 8월에 지의금부사가 되었다가 다시 사헌부대사헌을 제수받아 겸임하였다. 이때 왕에게 총마(寵馬)를 특별히 하사받아 총마어사라는 이름을 얻었다. 그해 12월에 다시 특명으로 숭정대부로 승진, 의정부우찬성 겸 지경연사에 제수되었다. 1585년(선조 18년) 1월에 판돈녕부사로 전임되었다. 이때 김우옹과 이산보가 입시하여 그가 이산해를 배척하려 한다고 아뢰자, 그는 바로 출사하여 사직상소를 올렸으나 선조가 반려시켰다. 그해 3월 다시 판돈녕부사에 임명되었고, 4월에 동인세력의 인물들로부터 논핵을 입으나, 임금이 비호하였다.

#### 은거 생활
그러나 1585년 8월에 이르러 동인들로부터 조정 내부에 파당을 만들어 나라 일을 그르치려는 무리의 우두머리로 지목되어, 그들의 공박과 사간원 및 사헌부의 논핵을 입고 마침내 그와 가까이 지내던 주변 인물들과 함께 벼슬에서 물러났다. 그러나 계속된 사간원의 언관들 및 동인계 사헌부 관원들의 논척(論斥)으로 1585년(선조 18년) 사직하고, 처음에 고양을 중심으로 한 근기지방에서 생활 근거를 마련하고자 했으나, 동인들의 비난이 계속되자 결국 고향에 돌아가 1589년 10월 초까지 약 4년여 동안 은거하며 작품 생활에 들어갔다.
1586년(선조 19년) 10월에 조헌이 상소하여 이이, 성혼, 박순과 함께 정철을 변호하는 상소를 올렸지만 거절당했다. 1587년 3월이 묵재 이귀가 상소하여 그를 복권시키고자 애썼지만 동인의 격한 반대로 모두 실패한다. 이때 〈사미인곡(思美人曲)〉, 〈속미인곡(續美人曲)〉 등 수많은 가사와 단가를 지었다. 1588년(선조 21년) 조헌이 다시 상소문을 올려 정철을 변호했지만 왕이 듣지 않아 무산되었다. 1589년 7월에 사암 박순의 죽음에 곡하며 추도의 시를 지었다. 그러나 그해 8월에 맏아들 장남 기명의 죽음으로 복을 입게 된다.

### 기축옥사

#### 위관 활동
1589년(선조 22년) 10월에 '정여립 모반사건'이 발생한다. 정여립이 자결하자 역모는 사실로 굳어졌고, 관련자들이 한양으로 압송되었다. 선조는 좌의정 이산해, 우의정 정언신 등에게 위관(委官)이 되어 죄인들을 심문하게 했다. 이로써 본격적인 옥사(獄事)가 시작되었다. 그러나 송익필의 권유로 입궐한 정철이 차자(箚子: 신하가 왕에게 올리는 간단한 양식의 상소문)를 올려 정언신이 정여립의 일가이니 재판관으로는 적당하지 않으므로 교체해야 한다고 주장했다. 결국 선조는 그해 11월 정언신 대신 정철을 우의정으로 제수하고 위관으로 삼았다.
정철은 동인들의 죄상을 집중추궁하였고, 위관이었던 정언신도 사건이 전개되는 과정에서 정여립과 연루되었음이 드러났다. 정언신이 체포되자 정언신의 아들 율이 상소를 올려 무죄임을 주장하고 성혼도 정철에게 편지를 보내 대신을 함부로 죽여서는 안 된다고 권고하여 죄가 감해졌다. 그러나, 정여립의 문서와 서신들을 조사했을 때 정언신의 편지가 비교적 많이 들어 있었고, 정언신에게는 유배형이 내려졌다.
이후 3년 간의 과정에서 정여립의 친구, 일가족과 자주 교류한 사람, 일족과 편지를 주고 받은 사람들까지 색출하여 처벌함으로써 1천여 명의 동인계 인사들이 처형되고 옥사(獄死)하였다. 정철은 이듬해 2월에 좌의정이 되었으며, 동시에 인성부원군(寅城府院君)에 봉작되었다. 그해 8월에는 종계변무로 3등 광국공신, 난을 바로잡은 공으로 2등 평난공신(推忠奮義恊策平難功臣)에 녹훈되었다. 좌의정이 되면서 정여립의 모반사건을 주도적으로 다스리게 되자 서인의 영수로서 철저하게 동인 세력을 조정에서 축출했다.

#### 기축옥사 직후
이중환은 택리지에서 그가 동인을 죽게 했다고 주장했다. 그에 의하면 '정철은 동인 중에 평소에 과격한 자들을 모두 죽이거나 귀양을 보냈다. 이 때문에 조정이 텅 비게 되었다.'는 것이다. 정철이 지나치게 가혹한 옥사(獄事)를 진행하여 '동인백정'과 '흉혼독철'(凶渾毒澈)이라는 별칭을 얻게 되며, 동인의 미움을 받게 된다.
정철은 호남 유생 정암수(丁巖壽)를 사주해 이산해를 얽어 넣으려고 했으나 이산해에 대한 선조의 신임이 두터워 뜻을 이루지 못했다고도 한다. 또한 정암수를 비롯한 50여 명이 '이산해, 유성룡, 나사침, 나덕준, 정인홍, 정개청이 정여립과 한몸과 같은 사이였다고 하면서, 그들을 퇴진시킬 것을 요구하는 상소를 올렸다. 이 상소를 받은 선조는 크게 노하여 오히려 이산해, 유성룡을 면접해 위로하고, 정암수 이하 10여 명에게 죄를 줄 것을 명했다. 이에 양사가 계사를 올려 죄주지 말 것을 청했으나 선조는 응하지 않았다.
이산해는 정철이 옥사를 빙자해 자신의 세력을 제거하려 한다고 의심하여 뜬소문을 퍼뜨렸다. 이에 임금이 간단한 명령을 적은 문서를 승지에게 내려 의금부에서 옥사를 다스리고 있던 정철을 쫓아냈다. 사헌부와 사간원도 함께 정철의 죄상을 논하는 글을 올려 그를 멀리 강계로 귀양을 보냈다. 정철에게 또 벌을 더하고자했으나 이산해가 옳지 않다 하여 그만두었다.

#### 논란
후에 서인들은 이발의 가족들이 옥사할 당시 위관은 정철이 아니라 유성룡이라고 주장하였다. 남인들은 서인들이 자신들의 책임을 회피하기 위한 비열한 정치공세로 이해하고 원한과 의혹을 한층 더 쌓게 되었다.

## 생애 후반

### 세자 책봉 파동
선조의 병이 잦은 데다가 그의 나이 40을 넘었으므로 후사를 빨리 정해야 된다는 공론이 나타나기 시작했다. 영의정 이산해는 좌의정 정철과 우의정 유성룡, 대사헌 이해수, 이성중 등을 불러 광해군의 세자책봉을 주청하기로 합의했다. 함께 주청할 날짜까지 정했지만, 사실 이산해는 겉으로만 조정의 의논에 따르는 척 하고 내심으로는 다른 뜻을 갖고 있었다.
이산해는 정여립 사건 때 정철과 적이 되지 않기 위해 정언신의 후임으로 정철을 추천하기도 했지만, 서인들을 몰아내고 정권을 탈취하기 위해 절치부심, 기회를 노리던 중이었다. 또한 그는 선조의 총애를 받던 인빈 김씨가 신성군을 낳자 그를 세자로 밀려 하고 있었다. 이산해는 비밀리에 인빈 김씨의 친정 오빠인 김공량에게 사람을 보내 정철 일파가 인빈 김씨와 신성군을 모해하려 한다고 고했다. 김공량은 인빈김씨에게 이사실을 고했고, 인빈 김씨는 선조에게 알렸다.
이산해는 병을 핑게삼아 주청하기로 기약한 첫 날에 나오지 않았고, 두 번째 약속한 날에도 나오지 않았다. 이산해가 계략을 꾸미고 있음을 모르는 정철은 건저문제(세자책봉) 뒤로 미룰수 없다고 생각하여 1591년(선조 24년) 2월에 유성룡과 함께 선조에게 광해군의 세자책봉을 주청했다. 내심 신성군의 이름이 나오기를 기대했던 선조는 "내가 아직 마흔도 안되었는데 경이 세자 세우기를 청하니 어쩌자는 것이냐"하며 대노했다.

### 유배와 동인의 공세
정철은 윤 3월에 '조선의 기강을 흐트렸다'는 혐의로 사헌부와 사간원 양사를 장악한 남인과 북인들의 논핵을 입고 파직당하였다. 6월에 다시 양사가 계를 올려 그를 귀양을 청하자, 함경북도 명천으로 유배되었다. 이때 북인이었던 이산해는 그를 사형에 처할 것을 여러번 건의하였으나 선조는 불허했다.
서인인 이해수와 이성중이 광해군을 세자로 세워야 한다는 성을 올렸고, 뒤따라 정철에 대한 동인들의 공격이 시작되었다. 유생 안덕인(安德仁) 등 5명이 상소를 올려 '정철이 국정을 그르쳤다'고 공박했다. 선조가 그들을 불러 어떤 일이 국정을 그르친 것이냐 하고 묻자 이에 안덕인 등은 '정철이 대신으로서 술을 좋아하고 여자를 좋아하니 반드시 나라 일을 그르친 바가 많을 것입니다.'하고 대답했다. 그러나 선조는 그러나 '주색이 어찌 나라를 그르친 것이냐'고 반문했지만 그에 대한 동인의 공격은 계속되었다.
이어 사간원에서 합사하여 선조에게 고했다.
| “ | 정철은 성품이 편벽하고 의심이 많아서, 저와 같은 이는 좋아하고 저와 다른 이는 미워할 뿐만 아니라, 좋아하는 사람을 끌어올려서 사당을 널리 펴니, 그 문하에 모여드는 무리가 밤낮으로 저자를 이루고, 조정의 기강을 제 마음대로 희롱하며 함부로 행합니다. ...(이하 생략)... 또 송한필 형제와 심복이 되어 시골 집에 머물게 하고, 그들을 잡아들이라는 명이 있어도 말을 꾸며서 대죄하고는 오히려 숨겨두고서 같이 계책을 꾸미고, 위에서 판결한 송사도 관원을 협박하여 판결을 고치려 하였으며, 정암수 등을 잡아올 때에도 그들을 구해줄 계교를 교묘히 꾸며서 비밀히 중로에서 지체시켜 곧 신문을 받지 않게 한 후 대간을 시켜서 그들에게 죄주는 것을 반대하게 하고, 선비를 시켜 그들을 구출하기를 청하는 소장을 올리게 하였습니다. 더욱이 주색에 빠져 명분과 체통을 잃었으므로 백성들이 더럽게 여겨도 부끄러워하지 않으며 겉으로는 농담처럼 하면서 실지로는 남을 시기하여 해치고, 그 속심이 낱낱이 드러나서 변명할 수 없게 되어도 오히려 두려워하고 조심하지 아니하고 부박함이 심하니, 청컨대 파직하소서. | ” |

선조는 즉각 교서를 내렸다. '옛적에 대신을 파직하여 내칠 때는 조당(조정)에 방을 붙여 천하에 널리 알렸으니, 이것은 그 죄상을 백성의 이목에 밝혀서 후인을 징계하기 위함이다. 지금 정철의 파직 전지를 조당의 방에 붙이게 하라.는 명을 내렸다. 이에 양사에서 정철의 파직조서를 조당에 계시하기를 청했는데 승지 이항복만이 전지만을 받들어 계시하지 않았다. 그러나 양사에서 다시 '중간에서 왕명을 저지하고 실시하지 않았다'고 탄핵하여 파직시켰고, 조정 선비 중 정철과 관련있는 사람들을 모두 세 등급으로 나누었다. 이항복 역시 귀양길에 오를 뻔했으나 겨우 면했고, 선조는 백유함, 유공신을 학관으로 천거했던 윤돈 등의 삭직을 명했다.

### 유배와 이배
장령 조인득(趙仁得), 윤담무(尹覃茂), 지평 이상의(李尙毅) 등이 함께 상소를 올려서 정철의 무엄함을 논했다. 백유함이 파직되고 이어 정철도 파직되었다. 그리고 그를 옹호하는 상소들은 모두 묵살당했다.
7월 15일 연이은 상소로 박점과 이성중이 파직되었고, 우성전은 관직이 삭탈되었다. 그해 9월 홍여순의 요청에 따라 최영경을 길삼봉이라고 꾸며냈던 장본인인 양천경을 국문하게 했는데, 양천경은 결국 정철을 끌어들였다. 얼마 전까지 정철의 파면전지 게시를 거부하던 이항복은 양천경의 국문 소식과 그 조사 내용을 들으면서 정철과 양천경 등이 서로 날조하여 길삼봉 문제를 만들었음을 알게 되었다고 그의 백사집에 기록했다.
동인의 계속된 공격으로 명천에 유배되었다. 그 뒤 3일만에 명천에서 다시 경상남도 진주로 배소가 옮겨져 이배(移配)되었다가, 이어 3일만에 다시 평안북도 강계(江界)로 다시 이배되었다. 강계로 배소가 옮겨진 뒤 동인들의 거듭된 탄핵으로 위리안치에 처해졌다. 이 기간 중 대부분을 독서와 사색으로 보냈다.

### 임진왜란과 최후
1592년(선조 25년) 7월 임진왜란 때 부름을 받아 왕을 의주(義州)까지 호종하였다. 이 때 이산해가 피난설을 주장한 것을 빌미로 서인에서 그를 탄핵하여 파면시켰으므로, 정철은 쉽게 복귀할 수 있었다. 그 외에도 선조실록에는 복귀한 정철이 선조의 강계 피난을 강계의 사정을 설명하며 반대하는데 9월 일본군이 아직 평양 이남을 점령하고 있을 때 충청·전라도의 체찰사를 지내고, 이듬해 평양을 되찾은 뒤 1593년 1월에 복귀하였다. 그러나 정철은 위기 상황에서 술에 취에 긴급회의에 참석하지 않는 등 업무에 태만했고, 그일로 남인과 북인들의 비난을 받는다. 그 해 5월 평양·개성·서울을 회복한 일로, 조선에 5만 군사를 보낸 명나라 대한 사은사(謝恩使)로 임명되어 연경(燕京)에 다녀왔는데, 이 자리에서 일본군이 모두 철수했다는 거짓보고가 논란이 되어 결국 사직했다.
사직한 후 전란 중에 강화도의 송정촌(松亭村)에 우거(寓居)하였고, 1593년 12월에 병사하며 생애를 마감했다. 당시 그의 나이 향년 58세였다.

## 사후

### 추탈
사망 뒤 1594년(선조 27년) 6월 권유(權愉), 김우옹 등의 탄핵으로 삭탈관직되어 관작을 추탈(追奪)당했다.

### 복권

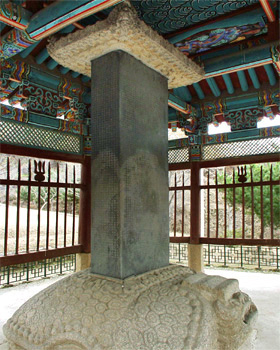
정철의 신도비 (송시열이 글을 짓고, 김수흥이 글씨를 썼다.)

1609년(광해군 1년) 광해군 즉위 후 광해군의 세자건저를 하려다가 죄를 입었다는 이유로 북인(北人의 반대에도 불구하고 광해군의 특별 배려로 신원(伸寃)되었고, 1624년(인조 2년)에 관작이 복구되었다. 숙종조(1685년)에 문청(文淸)의 시호가 내려졌다. 1691년(숙종 17년)에 다시 관작이 삭탈되었다가, 1694년(숙종 20년)에 다시 관작이 회복되었다.
그의 유해는 1594년 2월 경기도 고양군 신원(新院)에 장사지냈다가 전라남도 창평(昌平)의 송강서원에 제향되고 영일군 연일의 오천서원(烏川書院) 별사(別祠) 등에 배향(配享)되었다. 1665년(효종 6년) 진천군 문백면 봉죽리 지장산(地藏山)으로 이장하였다.
신도비는 1684년(숙종 9년) 우암 송시열이 글을 짓고, 김수흥이 썼으며, 문백면 봉죽리 어은부락에 세워졌다. 그의 신도비는 충청북도 유형문화재 제187호로 지정된다.
1883년 음력 3월 16일 고종은 정철의 사판(祠版)에 지방관을 보내어 치제하도록 명하였다. 전남 담양군 남면 지곡리에 시비가 세워졌다.
송강집 목판은 고종 31년(1894)에 새긴 것으로 330매이다. 원래 있던 목판은 불에 타서 없어지고 다시 새긴 것이지만 보존상태가 좋으며, 송강 정철의 행적을 알 수 있어 자료가치가 크다. 1999년 7월 5일 전라남도의 유형문화재 제211호로 지정되었다.
그의 묘소는 1996년 1월 5일 충청북도 기념물 제106호로 지정되었다.

## 가계
그의 아들 정종명(鄭宗溟)은 인조 때 강릉 부사(江陵府使)를 지냈고, 다른 아들 정홍명(鄭弘溟)은 부제학(副提學)과 수원 부사(水原府使)를 거쳐 대제학(大提學)에 이르렀고, 정종명의 아들이자 손자 정양(鄭瀁)은 우암 송시열의 제자가 되어 수학한다.
- 조부 : 정위(鄭潙)
  - 아버지 : 정유침(鄭惟沈)
- 외조부 : 안팽수(安彭壽)
- 외조모 : 동래 정씨 - 정유례(鄭有禮)의 딸
  - 어머니 : 죽산 안씨[32]
    - 형 : 정자(鄭滋, 1515 ~ 1547)
    - 형 : 정소(鄭沼, 1518 ~ 1572)
    - 누나 : 귀인 정씨(貴人 鄭氏, 1520 ~ 1566)
    - 누나 : 양주 최씨(楊州 崔氏) 최홍도(崔弘渡)의 처(1523 ~ ?)
    - 누나 : 오천군부인(烏川郡夫人) 정수정(鄭守貞, 1525 ~ ?) - 계림군(桂林君)의 계부인
    - 형 : 정황(鄭滉, 1528 ~ ?)
    - 부인 : 문화 류씨 - 류강항(柳强項)의 딸
      - 장녀 : 정함장(鄭含章, 1555 ~ ?)[33]
      - 장남 : 정기명(鄭起溟, 1558 ~ 1589)
      - 며느리 : 광산 김씨 - 김계휘(金繼輝)의 딸
        - 손자 : 정운(鄭沄)

      - 차녀 : 정함진(鄭含眞, 1560 ~ ?)[34]
      - 3녀 : 정함영(鄭含英, 1563 ~ ?)[35]
      - 차남 : 정종명(鄭宗溟, 1565 ~ 1626)
      - 며느리 : 남양 홍씨 - 홍인걸(洪仁傑)의 딸
        - 손자 : 정직(鄭溭)
        - 손자 : 정수(鄭洙)
        - 손자 : 정연(鄭沇)
        - 손자 : 정양(鄭瀁)
        - 손자 : 정전(鄭淟)

      - 3남 : 정진명(鄭振溟, 1567 ~ 1614)
      - 며느리 : 언양 김씨 - 김천일(金千鎰)의 딸
        - 손자 : 정한(鄭漢)

      - 4남 : 정홍명(鄭弘溟, 1582 ~ 1650)
      - 며느리 : 기계 유씨 - 유대이(兪大頤)의 딸
        - 손자 : 정이(鄭涖)

    - 측실 : 논개(論介) - 노비 출신
      - 서장남 : 정지명(鄭之溟, 1580 ~ ?)[36]

    - 측실 : 애복(愛福) - 노비 출신
      - 서장녀 : 정계정(鄭桂精, 1586 ~ ?)[37]

    - 측실 : 진옥(眞玉) - 기녀 출신[38])
    - 측실 : 강아(江娥[39])

## 정철이 등장한 작품
- 《서궁》 (KBS2, 1995년, 배우:박웅)
- 《천둥소리》 (KBS2, 2000년~2001년, 배우:박용식)
- 《왕의 여자》 (SBS, 2003년~2004년, 배우:윤주상)
- 《불멸의 이순신》 (KBS, 2004년~2005년, 배우:안대용)
- 《왕의 얼굴》 (KBS, 2014년~2015년, 배우:주진모)
- 《징비록》 (KBS, 2015년, 배우:선동혁)

## 저서와 작품

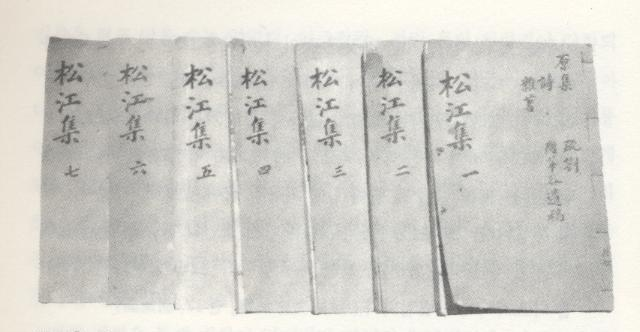
정철의 《송강문집》

### 저서
저서로, 후대에 그가 남긴 시조와 가사를 엮은 《송강가사》와 《송강집》이 있다.
- 《송강집》
- 《송강가사》
- 《송강별집추록유사》
- 《문청공유사》

### 작품
- 사미인곡
- 속미인곡
- 애련당 현판

## 문학적 기여
정철은 당대 가사문학의 대가로서 시조의 고산(孤山) 윤선도(尹善道)와 함께 한국 시가사상 쌍벽으로 이름이 높다. 《성산별곡(星山別曲)》, 《관동별곡(關東別曲)》, 《사미인곡(思美人曲)》, 《속미인곡(續美人曲)》, 《훈민가(訓民歌)》 등 조선 시대를 대표하는 가사와 한시, 단가를 남겼다. 저서로는 문집인 《송강집》 《송강가사》 《송강별추록유사(松江別追錄遺詞)》, 작품으로 시조 70여 수가 현재 전하고 있다.
가사
그의 가사는 종래의 한문투를 벗어나 3·4조의 운율에 의해 자유자재로 한국어를 구사했으며, 그의 호탕하고도 원숙한 시풍은 가사문학의 최고봉이라 일컬어진다
시풍은 호탕하고 비장하며, 한문투를 벗어나 자유자재로 (중세)한국어를 구사하여, 구운몽을 지은 김만중은 그의 저서 《서포만필》에서 “예로부터 좌해(左海 ; 한국의 별칭)의 참된 문장(眞文章)은 오직 이 세 편(관동별곡, 사미인곡, 속미인곡) 뿐”이라 평가하는 등, 한국 시가문학의 대가로 인정하였다.
시조
그는 시조작가로서도 당당한 자리를 차지하니, 그가 백성의 교화(敎化)를 위해 지은 《훈민가(訓民歌)》 16수는 비록 도덕군자의 냄새가 나는 듯하나 현실적 효용으로 그 의의를 지니며, 그의 시조 77수가 《송강가사》에 실려 전하는데 그의 호방한 일면과 동양적인 유적한 심경이 잘 나타나 있다.
한시
그의 한시가 장·단가에 비해 격이 낮다고도 하고, 전수에 미치지 못한다고도 한다. 그러나 그 장·단가의 모태가 한시요, 그 시격은 ‘준영·고매’하며, ‘당나라 태종 연간의 여러 작가들과 나란하다’고 했다. 뿐만 아니라, ‘시어마다 날아 움직이는 듯하고, 뜻밖의 시취가 있다’고 기린 점 등은 주목을 요하는 바 있다. 더구나 그의 한시가 굴원과 두보의 ‘사미인’과, ‘시어 한 자도 임금을 잊지 아니한다’는 우시연군의 정한을 이었고, 도연명의 〈귀거래사〉를 비롯한 전원시풍을 받아들였는가 하면, 이백의 호방함과 취선의 풍모를 이어받았고, 수월을 더불어 노래한 소식의 풍류로 작시상의 환골은 물론, 시풍의 영향을 천착하여야 한다고도 한다.

## 정치적 평가

### 성격과 폭음
성격은 직설적이고 감정적이었다, 후일 같은 서인이 된 조헌은 그를 싫어하여 그가 부임하면 다른 곳으로 가곤 했다. 한번은 정철이 조헌과 한 관청에서 근무하게 되었는데 조헌이 다른 곳으로 가려 하였다. 이에 정철이 조헌을 불러 왜 나를 피하느냐고 묻자, 입소문이 안좋아서 피하는 것이라고 대답했다. 정철은 이이를 찾아가 조헌과 한 관청에서 근무하게 해달라고 요청하여 함께 지방으로 파견가게 되었다. 하지만 그의 성격을 본 조헌은 '공의 됨됨이를 미처 깨닫지 못하고 사람 하나 잃을 뻔 하였다'며 정철을 멀리한 것에 대해 사과하고 이후 친하게 지내게 되었다 한다.
융통성이 적고 호방한 성품 탓에 동인들의 스승인 퇴계 이황으로부터 간신(諫臣, 바른 말로 임금에 간하는 신하)의 기질이 있다는 평을 듣기도 하였다. 그러나 심각한 알콜중독으로 직무에 대한 책임감이 적어 업무중에도 술에 취해 직무유기를 일삼고 본인이 쓴 관동별곡등에서 볼 수 있듯이 공무중에도 유람이나 하며 직무유기를 하며 관료로서는 오점이 심각했다. 이런 행동들로 정적과 주변인들의 악평이 이어졌다.

### 기축옥사 관련 논란

#### 조작설
기축옥사와 관련된 논란 중 대표적인 것은, 정여립의 옥사를 조작하였는가, 위관으로서 옥사의 처리가 공정하였는가에 대한 것이다. 조선시대를 포함하여 정여립이 실제로 역모를 한 것은 사실이라고 일반적으로 받아들여졌다. 하지만, 조작설이 조선시대부터 존재했고, 1950년대 이후에 당쟁을 배경으로 송익필 형제가 조작한 것이라는 주장들이 등장하였으나 의견이 분분하다.
조작설은 정철과 서인 세력이 동인 세력을 타도하기 위해 사건을 조작했다는 주장이다. 결과적으로 정언신, 정개청(鄭介淸), 백유양(白惟讓), 이발(李潑), 이길 등 많은 동인이 죽거나 귀양을 갔고, 이산해를 얽어 넣으려고 했다는 것이다. 조작설은 김장생이 엮은 〈송강행록〉(松江行錄)을 근거로 들기도 한다. 정여립 등이 모반한다는 고변이 있자 정철은 그의 도망을 예상하였고, 자진하여 옥사처리를 담당하려 했다고 하여, 정여립의 도망을 미리 안 것과 추국관이 되기를 자청한 것으로부터 정철이 이를 지휘했을 수 있다는 것이다.

#### 공정성 논란
위관으로서의 공정성에 대하여는 임진왜란으로 수사 자료가 모두 유실되어 사실을 확인하기 어렵다. 기축옥사 당시 80명의 동인 인사들을 체포하여 형문하였으나 그 과정에서 1천여 명의 동인계열 인사와 가족들이 체포되어 형문을 받다가 사망했다. 서인의 영수로서 형문의 초기 책임자였던 그는 옥사를 확대시켰다는 비판을 받았다. 여기에서 이발의 가족들이 죽은 책임에 대한 논란이 있으며, 이에 대하여 1591년 초에 위관이 바뀌었기에 그와 무관하다는 견해가 있다. 실제로 이발의 가족이 고문사 당한건 선조 24년 5월의 일인데 정철은 그 이전인 같은해 윤3월에 파직당했기 때문에 이발의 가족에 죽음에 관여했을 가능성은 적다

### 직무유기
정철의 가장 큰 결점은 직무유기로 관료로 녹봉을 받는 자가 본업에 매우 소홀한 기록들이 자주 나온다. 본인이 쓴 관동별곡 등의 작품을 보더라도 강원도 관찰사 임기 1년 중 거의 반년을 유람이나 다니면서 행정력을 낭비하고 유람지도 업무와 전혀 상관없는 금강산이나 기타 관광지에 유람한 기록들이 나온다. 더욱이 정철이 부임한 1년 동안(선조13년)에는 강원도는 심각한 냉해와 홍수, 기근, 지진해일로 인해 큰 어려움을 겪었고 그결과 정부에서 강원도의 공물을 면재해야 할 정도로 피해가 심각했는데, 이런와중에 강원감사로 일해야할 정철은 유람을 다닌 행태는 두고두고 비판받고 있다.
그외에도 알콜중독으로 업무에 매우 소흘했던 점들이 자주 보이며 일례로 임진왜란이 한창인 와중에 평양성 전투의 패전으로 긴급회의가 소집되었는데도 술에 취해 회의에 불참하는 추태를 보인다.

## 기타

### 꾹저구 명명
강원도 관찰사로 재직 중 1580년(선조 13년) 강릉부의 한 연못에서 발견한 담수어에 꾹저구라는 이름을 붙였다. 강릉 연곡을 방문했던 그는 어느 백성이 선물로 대접한 탕을 먹게 됐다. 이때 백성이 선물로 대접한 탕이 바로 꾹저구로 끓인 탕이었다고 한다.
당시 그 지역 현감은 관찰사를 접대하기 위해 백성들에게 맛있는 물고기로 만든 별식을 마련하라고 지시하였으나 그 무렵 장마철이라 고깃배가 전혀 출어하지 못해 마땅한 해산물이 없었다. 백성들은 할 수 없이 인근 연곡천에 흔하던 작은 물고기를 잡아 탕을 끓여 올렸다. 이를 매우 흡족히 먹은 그는 "맛이 시원하고 담백하다." 며 무슨 물고기로 끓였느냐고 물으니 그때까지 이름없이 대하던 작은 물고기라 백성들이 주저하였다. 그렇게 쉽게 말문을 열지 못하던 주민들은 “저구새가 ‘꾹’ 집어 먹은 고기”라고 어렵게 답했다. 이를 듣고, 정철이 “그러면 앞으로 이 고기를 ‘꾹저구’라 하면 되겠다”고 하여 꾹저구의 이름이 생겨났다는 것이다.

### 기생의 이름시
술과 풍류를 즐기던 그는 기녀의 이름을 따서 시를 지었는데, 기녀가 그의 시를 되받아, 운을 따서 화답시를 짓자 기녀의 재주에 놀라게 된다.
근악槿樂

옥이 옥이라 하거늘

번옥(燔玉)으로 여겼더니

이제야 보아하니

진옥(眞玉)이 분명하다

내게 송곳 있으니

뚫어 볼까 하노라

철(鐵)이 철(鐵)이라 하거늘

잡철(雜鐵)로만 여겼더니

이제야 보아하니

정철(正鐵)이 분명하다

내게 골풀무 있으니

한번 녹여볼까 하노라

## 같이 보기

### 일반 주제
| - 김윤제 - 임억령 - 송순 - 김인후 - 기대승 - 유성룡 | - 고경명 - 노수신 - 이이 - 성혼 - 송익필 - 심의겸 | - 윤선도 - 이발 - 이산해 - 안방준 - 조헌 |

### 작품
- 시조
- 관동별곡
- 사미인곡
- 속미인곡
- 박인로
- 허난설헌
- 송강가사

### 유적
- 환영정
- 죽서루
- 송강정
- 정송강사
- 관동팔경
- 진천 정철 묘소

### 관련 사건
- 을해당론
- 기축옥사
- 정여립의 난
- 임진왜란
- 서인
- 동인
- 인조 반정
- 정여립

## 관련 서적
- 신경림·이은봉·조규익 편저, 《송강문학연구》 (국학자료원, 1993)
- 송강유적보존회, 국역(國譯) 송강집(松江集) (제일문화사, 1988)
- 김갑기, 《송강 정철 연구》 (이우출판사, 1985)

## 참고 문헌
- 「정철」, 《한국민족문화대백과》, 한국학중앙연구원
- 「정철」, 《브리태니커 백과》
- 《명종실록》, 《선조실록》, 《선조수정실록》
- 〈정송강사 사적비〉, 충청북도 진천 소재
- 네이버 캐스트 : 오늘의 인물 - 정철
- 「시인은 왜 당쟁의 투사가 되었나? - 송강 정철」한국사傳, KBS, 2008.1.19.
- 정철:네이버 캐스트
- 정철[깨진 링크(과거 내용 찾기)]
- 송강정철문학축제 개최 - 오마이뉴스 2003년 6월 9일자
- 이 문서에는 다음커뮤니케이션(현 카카오)에서 GFDL 또는 CC-SA 라이선스로 배포한 글로벌 세계대백과사전의 "《양반문화의 융성》" 항목을 기초로 작성된 글이 포함되어 있습니다.